# Número práctico

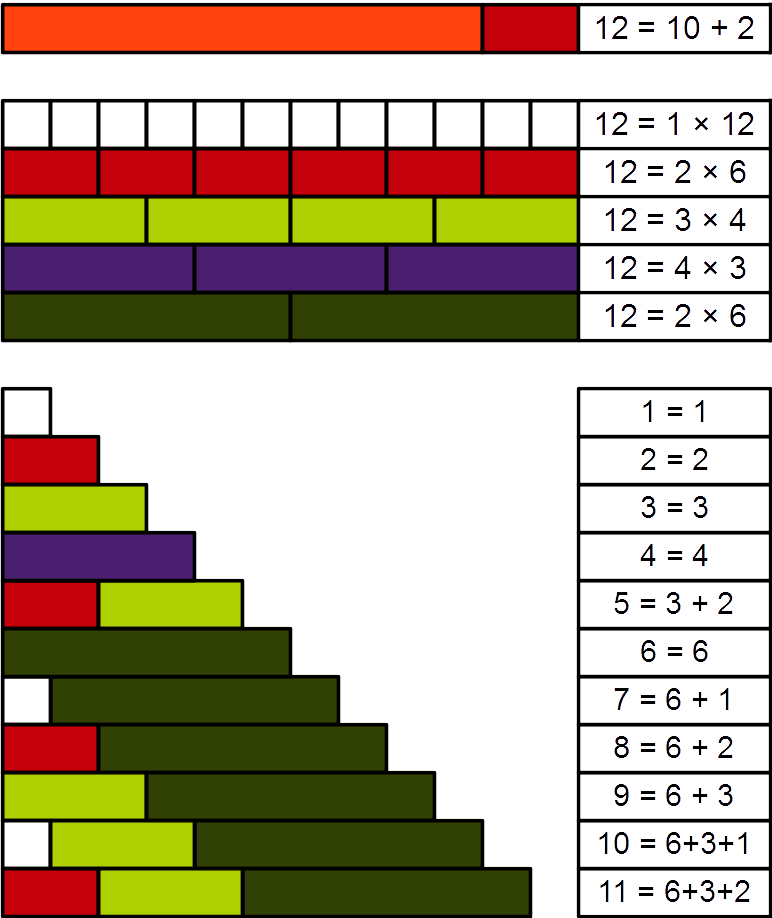
Demostración de la practicidad del número 12.

En teoría de números, un número práctico o número panarítmico es un entero positivo n tal que todos los enteros positivos más pequeños pueden representarse como sumas de divisores distintos de n. Por ejemplo, 12 es un número práctico porque todos los números del 1 al 11 se pueden expresar como sumas sin repeticiones de sus divisores 1, 2, 3, 4 y 6: además de estos divisores, se tiene que 5 = 3 + 2, 7 = 6 + 1, 8 = 6 + 2, 9 = 6 + 3, 10 = 6 + 3 + 1 y 11 = 6 + 3 + 2. 
La secuencia de números prácticos (sucesión A005153 en OEIS) comienza así:    
1, 2, 4, 6, 8, 12, 16, 18, 20, 24, 28, 30, 32, 36, 40, 42, 48, 54, 56, 60, 64, 66, 72, 78, 80, 84, 88, 90, 96, 100, 104, 108, 112, 120, 126, 128, 132, 140, 144, 150...
Fibonacci utilizó números prácticos en su Liber Abaci (1202) en relación con el problema de representar números racionales como fracciones egipcias. No definió formalmente los números prácticos, pero dio una tabla de expansiones de fracciones egipcias para fracciones con denominadores prácticos.
El nombre "número práctico" se debe a Srinivasan (1948). Señaló que "las subdivisiones de dinero, pesos y medidas involucran números como 4, 12, 16, 20 y 28, que generalmente se supone que son tan incómodos que merecen ser reemplazados por potencias de 10". Redescubrió la propiedad teórica numérica de tales números y fue el primero en intentar una clasificación de estos números que fue completada por Stewart (1954) y Sierpiński (1955). Esta caracterización permite determinar si un número es práctico al examinar su factorización prima. Cada número perfecto y cada potencia de dos es también un número práctico. 
También se ha demostrado que los números prácticos son análogos a los números primos en muchas de sus propiedades.

## Caracterización de los números prácticos
La caracterización original deSrinivasan (1948) estableció que un número práctico no puede ser un número deficiente,  uno cuya suma de todos los divisores (incluido 1 y sí mismo) es menos del doble del número, a menos que la deficiencia sea uno. Si el conjunto ordenado de todos los divisores del número práctico {\displaystyle n} es {\displaystyle {d_{1},d_{2},...,d_{j}}} con {\displaystyle d_{1}=1} y {\displaystyle d_{j}=n}, entonces la declaración de Srinivasan se puede expresar por la desigualdad 
{\displaystyle 2n\leq 1+\sum _{i=1}^{j}d_{i}} .
En otras palabras, la secuencia ordenada de todos los divisores. {\displaystyle {d_{1}<d_{2}<...<d_{j}}} de un número práctico tiene que ser una subsecuencia completa. 
Esta caracterización parcial fue extendida y completada porStewart (1954) ySierpiński (1955) quienes demostraron que es sencillo determinar si un número es práctico a partir de su factorización prima. Un entero positivo mayor que uno con factorización prima {\displaystyle n=p_{1}^{\alpha _{1}}...p_{k}^{\alpha _{k}}} (con los números primos en orden ordenado {\displaystyle p_{1}<p_{2}<\dots <p_{k}} ) es práctico si y solo si cada uno de sus factores primos {\displaystyle p_{i}} es lo suficientemente pequeño como para que cada {\displaystyle p_{i}-1} tenga una representación como una suma de divisores más pequeños. Para que esto sea cierto, el primer factor primo {\displaystyle p_{1}} debe ser igual a 2 y, por cada i de 2 a k, cada primo sucesivo {\displaystyle p_{i}} debe obedecer la desigualdad 
{\displaystyle p_{i}\leq 1+\sigma (p_{1}^{\alpha _{1}}p_{2}^{\alpha _{2}}\dots p_{i-1}^{\alpha _{i-1}})=1+\prod _{j=1}^{i-1}{\frac {p_{j}^{\alpha _{j}+1}-1}{p_{j}-1}},}
donde {\displaystyle \sigma (x)} denota la suma de los divisores de x. Por ejemplo, 2 × 32 × 29 × 823 = 429606 es práctico, porque la desigualdad anterior se cumple para cada uno de sus factores primos: 3 ≤ σ(2) + 1 = 4, 29 ≤ σ (2 × 32) + 1 = 40 y 823 ≤ σ (2 × 32 × 29) + 1 = 1171. 
La condición indicada anteriormente es necesaria y suficiente para que un número sea práctico. En una dirección, esta condición es necesaria para poder representar {\displaystyle p_{i}-1} como una suma de divisores de n, porque si la desigualdad no fuera cierta, incluso sumando todos los divisores más pequeños daría una suma demasiado pequeña para alcanzar {\displaystyle p_{i}-1} . En la otra dirección, la condición es suficiente, como se puede demostrar por inducción. Más concluyentemente, si la factorización de n satisface la condición anterior, entonces cualquier {\displaystyle m\leq \sigma (n)} puede representarse como una suma de divisores de n, mediante la siguiente secuencia de pasos:
- Sea {\displaystyle q=\min\{\lfloor m/p_{k}^{\alpha _{k}}\rfloor ,\sigma (n/p_{k}^{\alpha _{k}})\}}, y sea {\displaystyle r=m-qp_{k}^{\sigma _{k}}} .
- Ya que {\displaystyle q\leq \sigma (n/p_{k}^{\alpha _{k}})} y {\displaystyle n/p_{k}^{\alpha _{k}}} por inducción puede mostrarse como práctico, se puede encontrar una representación de q como una suma de divisores de {\displaystyle n/p_{k}^{\alpha _{k}}}.
- Ya que {\displaystyle r\leq \sigma (n)-p_{k}^{\alpha _{k}}\sigma (n/p_{k}^{\alpha _{k}})=\sigma (n/p_{k})}, y a partir de {\displaystyle n/p_{k}}, por inducción se puede demostrar que es práctico, y se puede encontrar una representación de r como una suma de divisores de {\displaystyle n/p_{k}}.
- Los divisores que representan r, junto con {\displaystyle p_{k}^{\alpha _{k}}} veces cada uno de los divisores que representan q, juntos forman una representación de m como una suma de divisores de n .

## Propiedades
- El único número práctico impar es 1, porque si n > 2 es un número impar, entonces 2 no puede expresarse como la suma de divisores distintos de n. Más restrictivamente,Srinivasan (1948) observó que, aparte de 1 y 2, cada número práctico es divisible por 4 o 6 (o ambos).
- El producto de dos números prácticos es también un número práctico. [5]  Así mismo, el mínimo común múltiplo de dos números prácticos es también un número práctico. De manera equivalente, el conjunto de todos los números prácticos es cerrado respecto a la multiplicación.
- De la caracterización anterior de Stewart y Sierpiński se puede ver que si n es un número práctico y d es uno de sus divisores, entonces n*d también debe ser un número práctico.
- En el conjunto de todos los números prácticos hay un conjunto primitivo de números prácticos. Un número práctico primitivo carece de cuadrados, o bien, cuando se divide por cualquiera de sus factores primos cuyo exponente de factorización es mayor que 1, ya no es práctico. La secuencia de números prácticos primitivos (sucesión A267124 en OEIS) comienza así:

1, 2, 6, 20, 28, 30, 42, 66, 78, 88, 104, 140, 204, 210, 220, 228, 260, 272, 276, 304, 306, 308, 330, 340, 342, 348, 364, 368, 380, 390, 414, 460. . .

## Relación con otras clases de números.
Varios otros conjuntos notables de enteros consisten solo en números prácticos: 
- De las propiedades anteriores con n un número práctico y d uno de sus divisores (es decir, d | n ), entonces n*d también debe ser un número práctico, por lo tanto, seis veces cada potencia de 3 debe ser un número práctico así como seis veces cada potencia de 2.
- Cada potencia de dos es un número práctico. Las potencias de dos satisfacen trivialmente la caracterización de números prácticos en términos de sus factorizaciones primas: el único primo en sus factorizaciones, p1, es igual a dos.
- Cada número perfecto par es también un número práctico. Esto se desprende del resultado de Leonhard Euler de que un número par perfecto debe tener la forma 2n − 1 (2n − 1). La parte impar de esta factorización es igual a la suma de los divisores de la parte par, por lo que cada factor primo impar de dicho número debe ser como máximo la suma de los divisores de la parte par del número. Por lo tanto, este número debe satisfacer la caracterización de los números prácticos.
- Cada primorial (el producto de los primeros i primos, para algunos i) es práctico. Para los dos primeros primoriales, dos y seis, esto está claro. Cada primorial sucesivo se forma multiplicando un número primo pi por un primorial más pequeño que es divisible por dos y el primo más próximo, pi − 1. Por el postulado de Bertrand, pi < 2pi − 1, por lo que cada factor primo sucesivo en el primorial es menor que uno de los divisores del primorial anterior. Por inducción, se deduce que todo primorial satisface la caracterización de número práctico. Debido a que un primorial es, por definición, carece de cuadrados en su factorización, también es un número práctico primitivo.
- Generalizando los primoriales, cualquier número que sea producto de potencias distintas de cero de los primeros k primos también debe ser práctico. Esto incluye los números altamente compuestos de Ramanujan (números con más divisores que cualquier número entero positivo más pequeño), así como los números factoriales.[5]

## Números prácticos y fracciones egipcias
Si n es práctico, entonces cualquier número racional de la forma m/n con m < n puede representarse como una suma ∑di/n donde cada di es un divisor distinto de n. Cada término en esta suma se simplifica a una fracción unitaria, por lo que dicha suma proporciona una representación de m/n como una fracción egipcia. Por ejemplo, 
{\displaystyle {\frac {13}{20}}={\frac {10}{20}}+{\frac {2}{20}}+{\frac {1}{20}}={\frac {1}{2}}+{\frac {1}{10}}+{\frac {1}{20}}.}
Fibonacci, en su libro de 1202 Liber Abaci enumera varios métodos para encontrar representaciones de fracciones egipcias de un número racional. De estos, el primero es probar si el número ya es una fracción unitaria, pero el segundo es buscar una representación del numerador como una suma de divisores del denominador, como se describió anteriormente. Este método solo tiene éxito para los denominadores que sean prácticos. Fibonacci proporciona tablas de estas representaciones para fracciones que tienen como denominadores los números prácticos 6, 8, 12, 20, 24, 60 y 100.Vose (1985) demostró que cada número x/y tiene una representación de fracción egipcia con {\displaystyle \scriptstyle O({\sqrt {\log y}})} términos. La prueba consiste en encontrar una secuencia de números prácticos ni con la propiedad de que cada número menor que ni puede escribirse como una suma de {\displaystyle \scriptstyle O({\sqrt {\log n_{i-1}}})} divisores distintos de ni. Entonces, se elige i para que ni − 1 < y ≤ ni, y además xni se divide entre y, dando el cociente q y el resto r. De estas elecciones se desprende que {\displaystyle \scriptstyle {\frac {x}{y}}={\frac {q}{n_{i}}}+{\frac {r}{yn_{i}}}} . La expansión de ambos numeradores en el lado derecho de esta fórmula en sumas de divisores de ni da como resultado la representación de la fracción egipcia deseada.Tenenbaum y Yokota (1990) usan una técnica similar que involucra una secuencia diferente de números prácticos para demostrar que cada número x/y tiene una representación de fracción egipcia en la que el denominador más grande es {\displaystyle \scriptstyle O({\frac {y\log ^{2}y}{\log \log y}})}. 
Según una conjetura de septiembre de 2015 de Zhi-Wei Sun, cada número racional positivo tiene una representación de fracción egipcia en la que cada denominador es un número práctico. Hay una prueba de la conjetura en el blog de David Eppstein.

## Analogías con los números primos
Una razón para interesarse en los números prácticos es que muchas de sus propiedades son similares a las propiedades de los números primos. De hecho, los teoremas análogos a la conjetura de Goldbach y a la conjetura de primos gemelos son conocidas para los números prácticos: cada entero par positivo es la suma de dos números prácticos, y existen infinitos tripletes de números prácticos x − 2,   x,  x + 2. Melfi también demostró que hay infinitos números prácticos en la sucesión de Fibonacci (sucesión A124105 en OEIS). La pregunta análoga de la existencia de infinitos primos de Fibonacci está abierta.Hausman y Shapiro (1984) demostraron que siempre existe un número práctico en el intervalo [x2, (x + 1)2] para cualquier x real positivo, un resultado análogo a la conjetura de Legendre para primos. Este resultado en números prácticos en intervalos cortos ha sido mejorado posteriormente por Melfi, quien demostró que si {\displaystyle s_{n}} es la secuencia de números prácticos, entonces para n suficientemente grande y para un A adecuado, 
{\displaystyle s_{n+1}-s_{n}<A{\frac {s_{n}^{1/2}}{(\log \log s_{n})^{1/2}}}.}
Sea p(x) la cantidad de números prácticos que existen hasta alcanzar x.Margenstern (1991) conjeturó que p(x) es asintótico a cx/log x para alguna constante c, una fórmula que se asemeja al teorema de los números primos, lo que refuerza la afirmación anterior deErdős y Loxton (1979) de que los números prácticos tienen una densidad cero en los enteros.Saias (1997) demostró que, para constantes positivas adecuadas c 1 y c 2, 
{\displaystyle c_{1}{\frac {x}{\log x}}<p(x)<c_{2}{\frac {x}{\log x}}.}
Weingartner (2015) demostró la conjetura de Margenstern al comprobar que 
{\displaystyle p(x)={\frac {cx}{\log x}}\left(1+O\!\left({\frac {\log \log x}{\log x}}\right)\right),}
donde {\displaystyle c=1.33607...}  Por lo tanto, los números prácticos son aproximadamente un 33,6% más numerosos que los números primos. El valor exacto del factor constante {\displaystyle c} está dado por
{\displaystyle c={\frac {1}{1-e^{-\gamma }}}\sum _{n\ {\text{practical}}}{\frac {1}{n}}{\Biggl (}\sum _{p\leq \sigma (n)+1}{\frac {\log p}{p-1}}-\log n{\Biggr )}\prod _{p\leq \sigma (n)+1}\left(1-{\frac {1}{p}}\right),}
dónde {\displaystyle \gamma } es la constante de Euler-Mascheroni y {\displaystyle p} recorre los números primos. 